# Руська (Словаччина)
Руська (словац. Ruská, угор. Dobóruszka) — русиньське село в Словаччині в районі Михайлівці Кошицького краю. Село розташоване на висоті 109 м над рівнем моря. Населення — 590 чол. (94 % — угорці). Вперше згадується в 1195 році. В селі є невелика бібліотека та футбольне поле. Поблизу села проходить державний кордон з Україною. Найближче українське село — Паладь-Комарівці. До 1945 року обидва села з'єднувала дорога, зараз вона закрита шлагбаумом біля стовпа №338 і колючим дротом радянських часів.

## Населення
| Рік:            | 1994. | 2004.   | 2014.   | 2024.   |
| --------------- | ----- | ------- | ------- | ------- |
| Кількість осіб: | 575   | 590     | 609     | 615     |
| Різниця:        |       | +2,60 % | +3,22 % | +0,98 % |

| Рік:            | 2023. | 2024.   |
| --------------- | ----- | ------- |
| Кількість осіб: | 608   | 615     |
| Різниця:        |       | +1,15 % |